# Anisodes jocosa
Anisodes jocosa là một loài bướm đêm trong họ Geometridae.